# The Dark and the Wicked
The Dark and the Wicked és una pel·lícula de terror sobrenatural estatunidenca del 2020 escrita i dirigida per Bryan Bertino, protagonitzada per Marin Ireland, Michael Abbott Jr., i Xander Berkeley. Segueix dos germans que es troben amb una entitat demoníaca a la seva granja familiar després del suïcidi de la seva mare, que feia temps que tenia cura del seu pare malalt.
La pel·lícula es va estrenar al FanTasia el 28 d'agost de 2020. Va ser estrenada el 6 de novembre de 2020 per RLJE Films.

## Argument
Els germans Louise i Michael tornen a la seva granja familiar a Texas quan la malaltia crònica del seu pare sembla que arriba a les seves últimes etapes. La seva mare sembla molesta per la seva arribada i expressa el desig que els nens marxin. Aquella nit, es penja al graner després (aparentment involuntàriament) de tallar-se els dits a la cuina.
A mesura que passa el temps, la Louise i el Michael comencen a entendre què li va passar a la seva mare. La infermera del seu pare els confia que va sentir la seva mare xiuxiuejar al seu pare, però semblava que no parlava amb ell, sinó d'una altra presència. En Michael troba el diari de la seva mare, que descriu les seves pors d'una presència sense nom i possiblement dimoniaca  que s'apropi al seu marit.
A l'enterrament de la seva mare, Louise i Michael es troben amb el pare Thorne, un sacerdot que afirma haver conegut la seva mare. Més tard, el pare Thorne apareix a la granja, fent-los una senyal des de fora, abans de desaparèixer davant els seus ulls. Mentrestant, Charlie, un ranxer que viu en un terreny proper a la seva caravana, és testimoni d'una visió del que sembla ser Louise, parlant indistintament i tallant-se repetidament amb un ganivet de cuina. L'entitat condueix un Charlie desconcertat a disparar-se al cap amb la seva escopeta.
Posteriorment, Louise no pot contactar amb Charlie per telèfon, sense saber que està mort. La Louise truca al número de telèfon que li va donar el pare Thorne per preguntar per què va visitar la granja la nit anterior. L'home que respon diu no haver-la conegut mai, i diu que viu a Chicago i mai ha estat a Texas. Preocupats per la seguretat del seu pare, els germans convoquen un metge per a una visita a casa i demanen que el traslladin a un hospital. El metge determina que la salut del seu pare és greu i que està al llit de mort. Els diu als germans que no el poden traslladar a un hospital, ja que traslladar-lo podria fer que morís en el camí.
A la granja, la Louise i el Michael descobreixen que el seu gran ramat de cabres ha estat brutalment assassinat. Els dos encenen una foguera per eliminar les nombroses carcasses d'animals. Aquella nit, Michael és abordat al graner per una aparició de la seva mare nua, que desapareix mentre s'acosta a ell. Més tard, mentre Louise es troba al llit al costat del seu pare, té un malson en què l'entitat intenta posseir-la, però aconsegueix resistir-ho, abans de veure el seu pare levitant contra el sostre.
Al matí, la néta d'en Charlie arriba a la granja i li informa a Louise que es va suïcidar dos dies abans. El comportament desolat de la noia aviat es torna malèvol, i Louise s'adona que en realitat és l'entitat que pren la forma de la néta de Charlie. Ella també desapareix davant dels ulls de Louise. La infermera arriba moments després per cuidar el pare de Louise i Michael. Mentrestant, Louise descobreix que Michael ha fugit de la granja per tornar amb la seva dona i les seves filles, deixant-la enrere. Michael truca a Louise des del seu mòbil i li diu que ella també hauria de marxar. Moments després, la infermera, posseïda per l'entitat, comença a apunyalar-se amb un parell d'agulles de teixir, atacant a Louise en el procés, abans d'apunyalar-se als ulls, suïcidant-se.
Michael arriba a casa seva i troba els cadàvers de les seves filles i la seva dona a la cuina, en el que sembla haver estat un assassinat-suïcidi. Un Michael esgotat es talla la gola i, moments després, observa que els cossos de la seva dona i les seves filles han desaparegut. S'adona que l'entitat l'ha enganyat quan la seva dona i les seves filles entren a la casa uns instants després i el troben mort sagnant.
De tornada a la granja, Louise recupera la consciència a la nit i descobreix que el seu pare s'està morint. Moments després de morir, el dimoni al seu torn l'ataca i la reclama.

## Repartiment
- Marin Ireland com a Louise
- Michael Abbott Jr. com a Michael
- Xander Berkeley com el Pare Thorne
- Lynn Andrews com a infermera
- Julie Oliver-Touchstone com a mare
- Michael Zagst com a pare
- Tom Nowicki com a Charlie
- Ella Ballentine com a noia jove

## Producció
El rodatge de The Dark and the Wicked va tenir lloc a Texas a la granja propietat dels pares de l'escriptor i director Bryan Bertino.

## Estrena
La pel·lícula es va estrenar al FanTasia el 28 d'agost de 2020 RLJE Films havia adquirit els drets de distribució de la pel·lícula i va fixar la seva estrena als cinemes per al 6 de novembre de 2020.Originalment estava previst que tingués la seva estrena mundial al Festival de Cinema de Tribeca l'abril de 2020, però, el festival es va cancel·lar a causa de la pandèmia de COVID-19.

## Recepció

### Taquilla
La pel·lícula va guanyar 410.787 dòlars a la taquilla mundial.

### Resposta crítica
Al lloc web de l'agregador de ressenyes Rotten Tomatoes, la pel·lícula té una puntuació d'aprovació del 91 % basada en 107 ressenyes, amb una valoració mitjana de 7.5/10. El consens dels crítics del lloc web diu: "The Dark and the Wicked compleix el seu títol amb una història de terror inquietant, el profund temor i la perspectiva desolada de la qual agreugen encara més les seves sacsejades efectives." Metacritic informa d'una puntuació de 72 sobre 100 basat en 14 crítiques, que indica "crítiques generalment favorables".
Cath Clarke de The Guardian va donar a la pel·lícula una puntuació de 3 sobre 5 estrelles, descrivint-la com "un horror psicològic de casa embruixada desagradablement eficaç, de baixa fidelitat", i va afegir: "Possiblement aquí no hi ha cap moment de por que sigui nou per als aficionats del terror, però Bertino dirigeix amb un estil tan tècnic que vaig cridar a la majoria d'ells, i vaig mig perdre els altres, amb els ulls tancats per la por." Matt Zoller Seitz de RogerEbert.com va donar a la pel·lícula una puntuació de 3 sobre 4 estrelles, escrivint que "té prou ensurts de salt per satisfer el 'Sí, però fa por?' contingent d'aficionats al terror, però, en la seva major part, aquesta pel·lícula... se centra en l'atmosfera i el terror, canalitzant clàssics del segle XX com Amenaça a l'ombra, El quimèric inquilí , l'Alien original i El sisè sentit."
Kate Erbland d' IndieWire va ser més crítica amb la pel·lícula, donant-li una nota de C. Va elogiar l'actuació d'Ireland, però va escriure que la pel·lícula "malgrat un fort inici... mai s'uneix en res més que una col·lecció d'imatges esgarrifoses i una lògica molt fina."

## Premis
Va participar al LIII Festival Internacional de Cinema Fantàstic de Catalunya, on va rebre una menció especial al premi a la millor actriu (Marin Ireland) i el premi a la millor fotografia.